# Estação Ferroviária de Matosinhos
A Estação Ferroviária de Matosinhos, originalmente denominada de Matozinhos, foi uma interface do Ramal de Matosinhos, que servia a cidade de Matosinhos, em Portugal.

## História

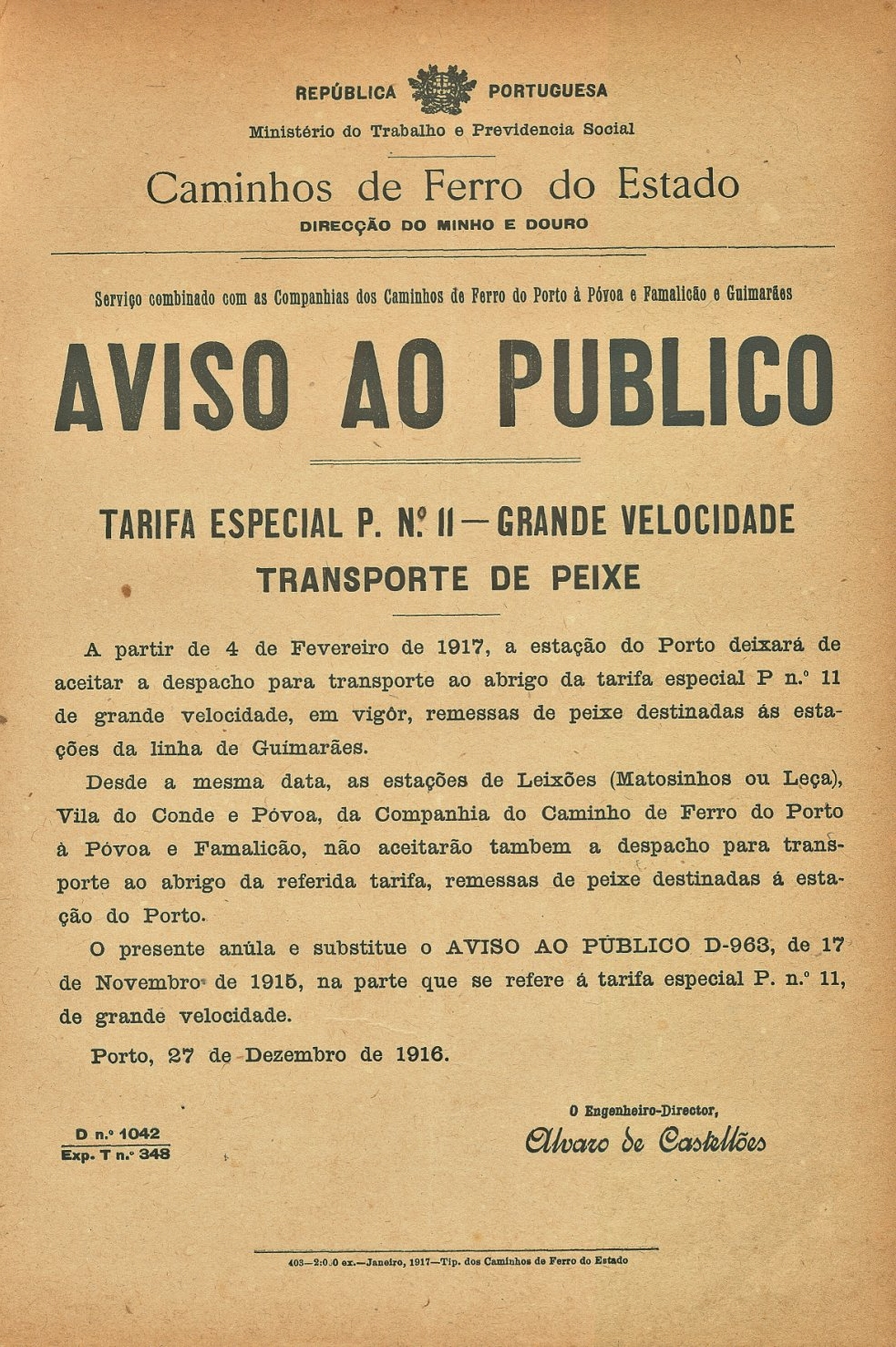
Aviso dos Caminhos de Ferro do Estado de 1917, onde se faz referência à estação de Matosinhos.

O Ramal de Matosinhos foi construído pelos empreiteiros Dauderni & Duparchy em 1884, para transportar pedras desde as Pedreiras de São Gens até aos molhes do Porto de Leixões. Em 1893, a Companhia do Caminho de Ferro do Porto à Póvoa e Famalicão começou a explorar serviços de passageiros e mercadorias pelo ramal.
Em 1940, a estação ainda surgia nos horários com a denominação original, Matozinhos.
No dia 30 de Junho de 1965, o Ramal de Matosinhos foi encerrado à circulação ferroviária.